# Place d'Italie

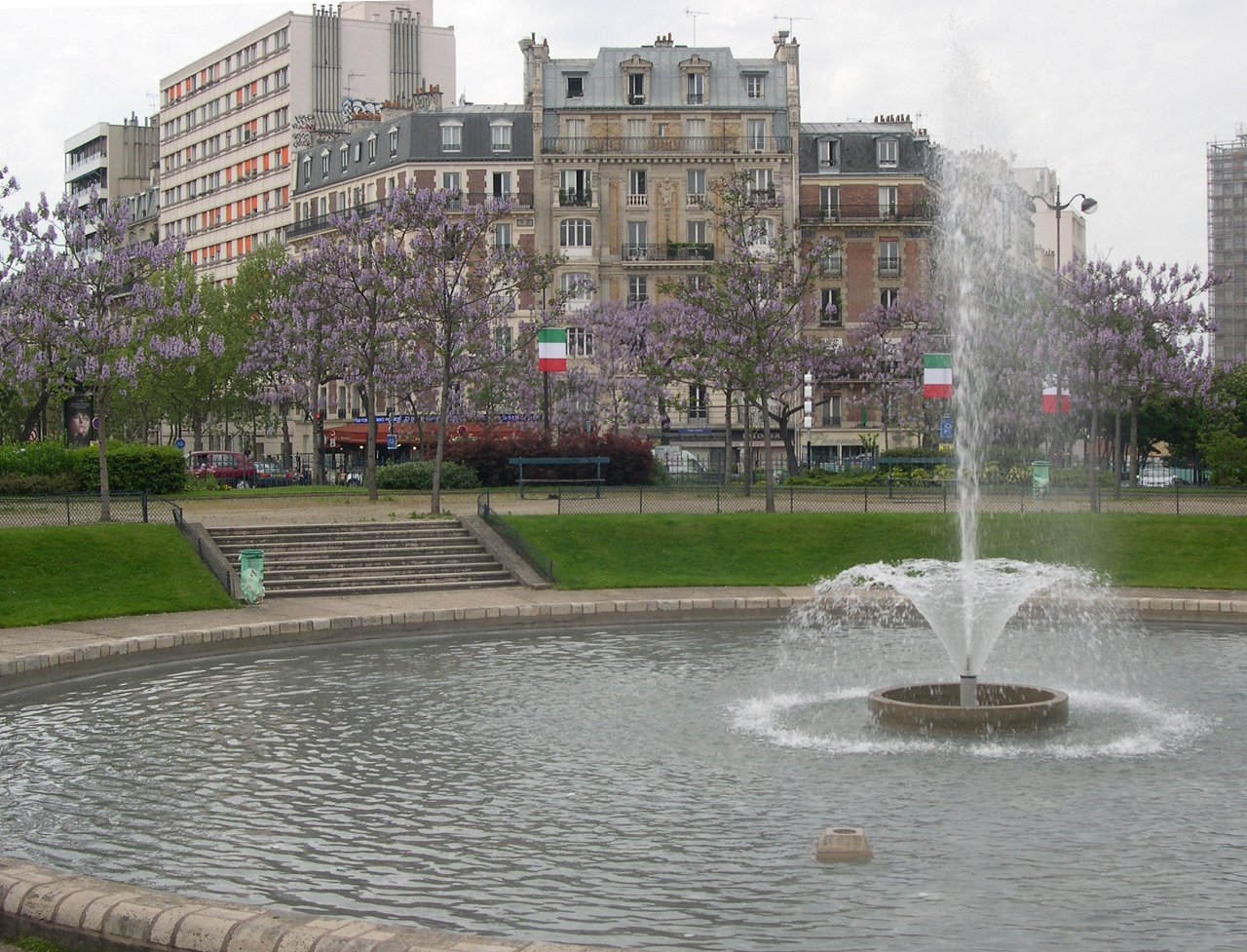
De Place d'Italie

De Place d'Italie is een plein in het 13e arrondissement van Parijs.
Het plein heeft een diameter van 200 meter en de volgende wegen komen erop uit: de boulevards Vincent-Auriol, de l'Hôpital en Auguste-Blanqui, de avenues des Gobelins, de la Sœur-Rosalie, d'Italie en de Choisy en de rue Bobillot. De esplanade langs het grote winkelcentrum Italie 2 heet sinds 1995 de place Henri-Langlois.
Het plein is aangesloten op het metronetwerk via het station Place d'Italie.

## Geschiedenis

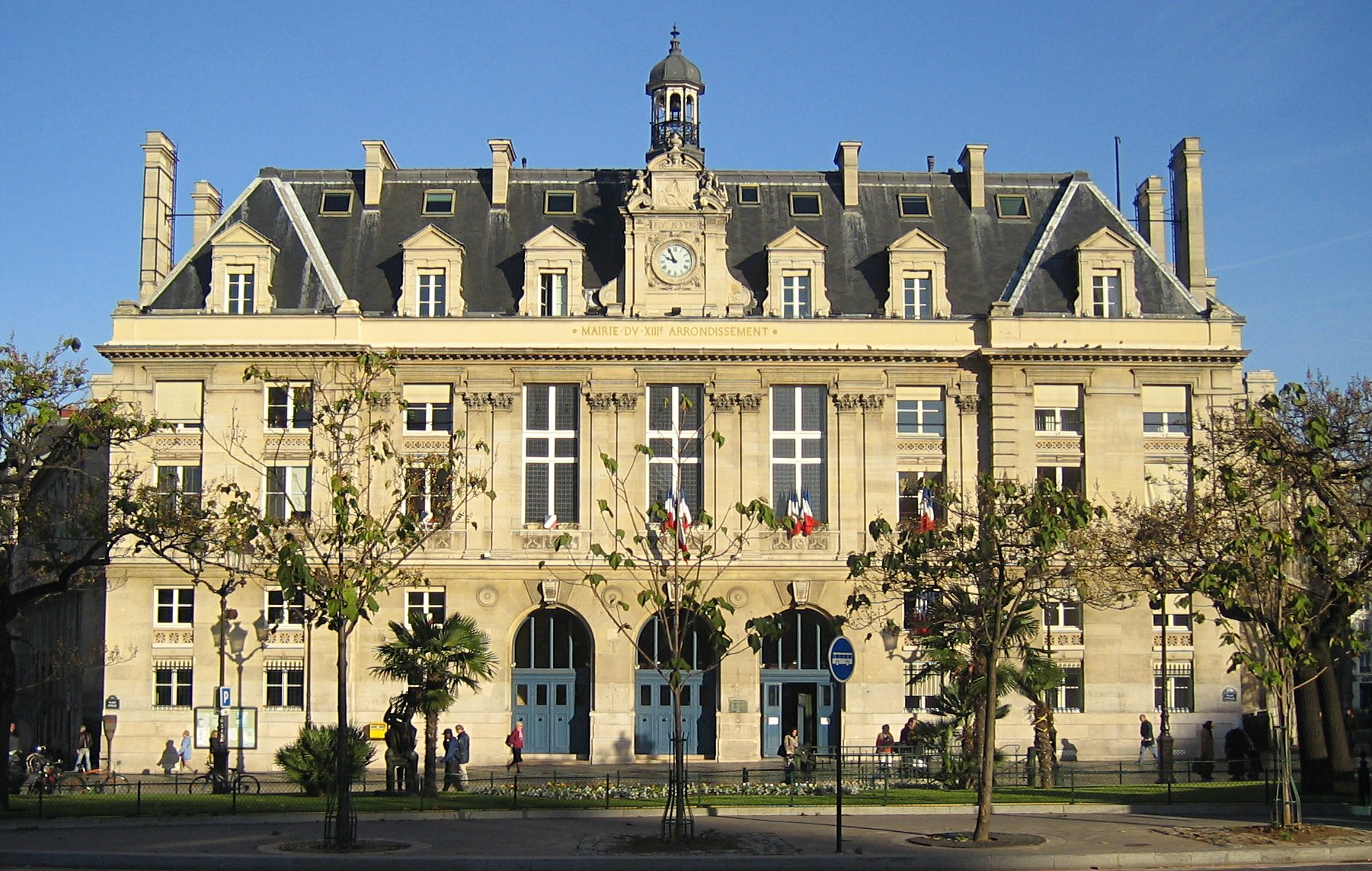
Het gemeentehuis van het 13e arrondissement aan de Place d'Italie

De Place d'Italie dankt zijn naam aan de nabijheid van de avenue d'Italie. Deze straat vormt van oudsher het beginpunt van de weg die van Parijs naar Italië leidt. Tegenwoordig maakt de straat deel uit van de Route Nationale 7, een van de langste (1004 kilometer) en beroemdste nationale wegen van Frankrijk. De N7 begint bij het officiële nulpunt van de Franse wegen op de Place du Parvis-Notre-Dame, en loopt tot aan de Italiaanse grens.
Totdat Georges-Eugène Haussmann in de negentiende eeuw Parijs liet uitbreiden, stond op de plaats van het plein een poort die deel uitmaakte van de mur des Fermiers généraux. Deze muur scheidde Parijs van Gentilly en was gebouwd om handelaren te dwingen tol te betalen bij een van de tolhuizen.
De twee tolhuizen die op de Place d'Italie stonden, waren ontworpen door de architect Claude Nicolas Ledoux. Deze tolhuizen waren al in 1789 in brand gestoken, maar werden pas in 1877 definitief afgebroken. Op deze plek is op 25 juni 1848 generaal Bréa door opstandelingen gevangengenomen, waarna hij op de Avenue d'Italie werd omgebracht.
Doordat de stad Parijs zich geleidelijk uitbreidde en de poort in 1860 zijn functie verloor, ontstond er ruimte voor een groot rond plein dat dezelfde functie moest vervullen als de place de l'Étoile aan de andere kant van Parijs. Het bestaande plein werd daarom uitgebreid met de grond van de tolhuizen en een deel van de boulevards des Gobelins, d'Italie en d'Ivry.
Sinds het grootschalige bouwproject Italie 13 in de jaren zestig van de twintigste eeuw, moest de Place d'Italie de entree gaan vormen tot een wijk vol hoogbouw. Langs de avenue d'Italie zouden tot aan de porte d'Italie hoge flatgebouwen worden opgetrokken, waaronder één (de tour Apogée) dat hoger moest worden dan de Tour Montparnasse. Er werd ook met dit project begonnen: zes flatgebouwen van 100 meter hoog zijn voltooid. In 1975 werd het project echter voor het grootste gedeelte afgeblazen. Op de plek waar de Tour Apogée zou komen staat nu een bijzondere kleurrijke mast of toren van de architect Kenzo Tange.

## Het hart van het 13e arrondissement
De Place d'Italie bevindt zich midden in het dertiende arrondissement, op de plek waar de belangrijkste buurten (Gobelins, het Quartier asiatique en Butte-aux-Cailles) samenkomen. Het is een belangrijk knooppunt voor zowel het autoverkeer als het metro- en busverkeer. Op deze manier vormt het plein de verbinding tussen het centrum van Parijs en de buitenwijken, de banlieues, of tussen de buurt Montparnasse en de oostelijke oever. Ook is een van de grootste winkelcentra van Parijs aan het plein gelegen.
Tot slot is het plein een belangrijk centrum voor het nachtleven, met vele restaurants en bioscopen aan de avenue des Gobelins. Een van de belangrijkste bioscopen van Parijs ligt direct aan het plein: het Gaumont Grand Écran, dat over het grootste 35 mm-scherm van Parijs beschikt, maar tegenwoordig gesloten is.
Place de la Bastille ·
Place de la Bataille-de-Stalingrad ·
Place Charles de Gaulle ·
Place du Châtelet ·
Place de Clichy ·
Place de la Concorde ·
Place Dauphine ·
Place Diana ·
Place du Dix-Huit Juin 1940 ·
Place de l'Europe - Simone Veil ·
Place de l'Hôtel-de-Ville - Esplanade de la Libération ·
Place d'Italie ·
Square Jean XXIII ·
Place de la Nation ·
Place de l'Opéra ·
Place du Palais-Royal ·
Place du Panthéon ·
Place du Parvis-Notre-Dame ·
Place Pigalle ·
Place de la République ·
Place Saint-Michel ·
Place de la Sorbonne ·
Place du Tertre ·
Place du Trocadéro ·
Place Vauban ·
Place Vendôme ·
Place des Victoires ·
Place des Vosges